# Arenopontia subterranea
Arenopontia subterranea is een eenoogkreeftjessoort uit de familie van de Arenopontiidae. De wetenschappelijke naam van de soort is voor het eerst geldig gepubliceerd in 1937 door Kunz.